# Supercoppa d'Europa 1997-1998 (hockey su pista)
La Supercoppa d'Europa 1997-1998 è stata la 17ª edizione dell'omonima competizione europea di hockey su pista. Alla manifestazione hanno partecipato gli spagnoli del Barcellona, vincitore della CERH Champions League 1996-1997, e i portoghesi dell'Oliveirense, vincitore della Coppa CERS 1996-1997; a partire da questa stagione infatti al torneo parteciparono i detentori della Coppa CERS in quanto la Coppa delle Coppe era stata soppressa.
A conquistare il trofeo è stato il Barcellona al settimo successo nella sua storia.

## Squadre partecipanti
| Club        | Qualificazione                        | Partecipazioni precedenti (il grassetto indica la vittoria)                 |
| ----------- | ------------------------------------- | --------------------------------------------------------------------------- |
| Barcellona  | Detentore della CERH Champions League | 1980-1981, 1981-1982, 1982-1983, 1983-1984, 1984-1985, 1985-1986, 1987-1988 |
| Oliveirense | Detentore della Coppa CERS            | Esordiente                                                                  |

## Risultati
| Squadra 1   | Totale | Squadra 2  | Andata | Ritorno |
| ----------- | ------ | ---------- | ------ | ------- |
| Oliveirense | 2 - 14 | Barcellona | 1 – 6  | 1 – 8   |

| Oliveira de Azeméis 16 novembre 1997 Finale di andata | Oliveirense | 1 – 6 | Barcellona | Pavilhão Dr. Salvador Machado |

| Barcellona 7 dicembre 1997 Finale di ritorno | Barcellona | 8 – 1 | Oliveirense | Palau Blaugrana |